# Henry Creswicke Rawlinson

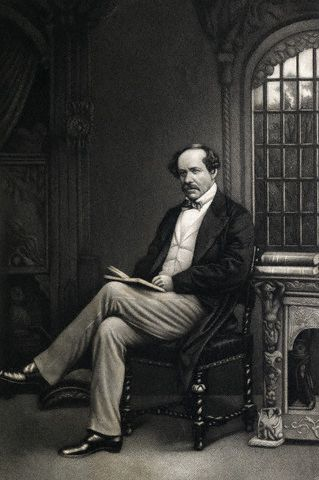
Henry Rawlinson.

Sir Henry Creswicke Rawlinson (5 o 11 d'abril del 1810, Chadlington, Oxfordshire, Anglaterra - 5 de març del 1895, Londres) fou un soldat i orientalista britànic.
Del 1826 al 1833 va servir per a l'exèrcit de la Companyia angloíndia, enviat a Pèrsia, on hi treballà en la reorganització de l'exèrcit del xa. Va exercir el càrrec d'agent polític d'Anglaterra a Kandahar (1840) i el 1844 va ser nomenat cònsol-geneal a Bagdag.
Se li deu el desxifratge de la Inscripció de Behistun, la qual va copiar amb risc de mort, penjant-se en un penya-segat. Va ser dels primers a desxifrar els caràcters cuneiformes, sent de fet considerat com el pare de l'assiriologia.
Quan va regressar a Anglaterra l'any 1856, va ser nomenat membre del Parlament i del Consell de les índies, rebent-hi l'any 1859 el càrrec de general de divisió. També marxà cap a Teheran per exercir-hi com a ambaixador per un any. De tornada a Londres, va ser reescollit pel Parlament del 1865-1868.
Es pot considerar, juntament amb l'Oppert i l'Hincks, com l'un dels dos fundadors de l'assiriologia.